# Ljungharun
Ljungharun är en ö nära Nötö i Nagu,  Finland. Den ligger i Skärgårdshavet i Pargas stad i den ekonomiska regionen  Åboland i landskapet Egentliga Finland, i den sydvästra delen av landet. Ön ligger omkring 3 kilometer sydväst om Nötö, 30 kilometer söder om Nagu kyrka, 65 kilometer sydväst om Åbo och omkring 180 kilometer väster om Helsingfors. Närmaste allmänna förbindelse är förbindelsebryggan vid Träskholm som trafikeras av M/S Nordep.
Öns area är 4,4 hektar och dess största längd är 330 meter i sydväst-nordöstlig riktning. Ön höjer sig omkring 15 meter över havsytan.